# Yula tenuilinea
Yula tenuilinea är en fjärilsart som beskrevs av W. Warren 1912. Yula tenuilinea ingår i släktet Yula och familjen nattflyn. Inga underarter finns listade i Catalogue of Life.